# Unione Sportiva Arzanese 2010-2011
Questa pagina raccoglie le informazioni riguardanti l'Unione Sportiva Arzanese nelle competizioni ufficiali della stagione 2010-2011.

## Risultati

### Serie D

#### Poule scudetto
| 22 maggio 2011 Giornata 1 | Arzanese | 3 – 1 | Aprilia |  |

| 4 giugno 2011 Giornata 3 | Ebolitana | 2 – 2 | Arzanese |  |

| Arbitro: | Andrea Tardino (Milano) |

|                                           |                      |                                              |
| Gelotto 28’                               | Marcatori            | 79’ Frediani                                 |
| Gelotto Esposito Pastore Montaperto Manzo | Tiri di rigore 4 – 5 | Bartolini Cacioli Benedetti Frediani Corallo |